# Gian Domenico Mansi
Gian (Giovanni) Domenico Mansi (16. února 1692 Lucca – 27. září 1769 Lucca) byl piarista, teolog, vzdělanec a církevní historik, arcibiskup v Lucce v 18. století. Proslavil se především svým kolosálním dílem o historii koncilů.

## Stručný životopis
Giovanni Domenico Mansi se narodil v toskánské Lucce v patricijské rodině, zemřel jako tamní arcibiskup. Ve věku 16 let vstoupil k piaristům a roku 1710 složil řeholní sliby. Roku 1765 byl jmenován arcibiskupem v Lucce.
Roku 1758, kdy byl v Římě přijat kardinálem Passioneim, se jednalo o jeho jmenování kardinálem, z nějž však sešlo pro jeho spolupráci na francouzské Encyklopedii

## Dílo
- De Casibus et Excommunicationibus episcopis reservatis, Lucca 1724/1739
- De charlataneria eruditorum declamationes duae, Lucca 1726
- A. CALMET, Glossarium biblicum, Lucca 1725
- A. CALMET, Prolegomena et Dissertationes in omnes et singulos C. Sripturae libros, Lucca 1729
- A. CALMET, Supplementum ad Dictionarium historicum, criticum, Chronologicum et literare Sacr. Script, 1731
- L. DE THOMASSIN, Vetus et nova ecclesiae disciplina, 3 sv., Lucca 1728
- CAESAR BARONIUS, Opera, 38 sv., Lucca 1738-59
- De Epochis conciliorum Sardicensis et Sirmiensium, ceterorumque in causa Arianorum, Lucca 1746-49
- Sanctorum conciliorum et decretorum collectio nova, 6 sv., Lucca 1748-52
- ALEXANDER NATALIS, Historia Ecclesiastica…, 9 sv., Lucca 1749 ff.
- PII II. (AENEAS SYLVIUS), Orationes politicae et ecclesiasticae, Livorno 1752
- J. ALB. FABRICIUS, Bibliotheca mediae et infimae latinitatis, Padova 1754 a 1858
- Memorie della gran contessa Matilda da Fr. Fiorentini, con note e con l'aggiunta di motti documenti, Lucca 1756
- Sacrorum conciliorum nova et amplissima collectio (do r. 1440), 31 sv., Firenze-Venezia 1759-98, Znovu vytištěnoGraz 1960-61, vydání na mikrofilmech Microcard Foundation, Washington 1961
- BALUZE, Miscellanea, 4 sv., Lucca 1761-64
- J. H. GRAVESON, Historia ecclesiastica, 9 sv. (s pokračováním do r. 1760), Venedig 1762
- Epitome doctrinae moralis ex operibus Benedictio XIV. depromptae, Venedig 1770.